# 마리아 알레한드라 무뇨스

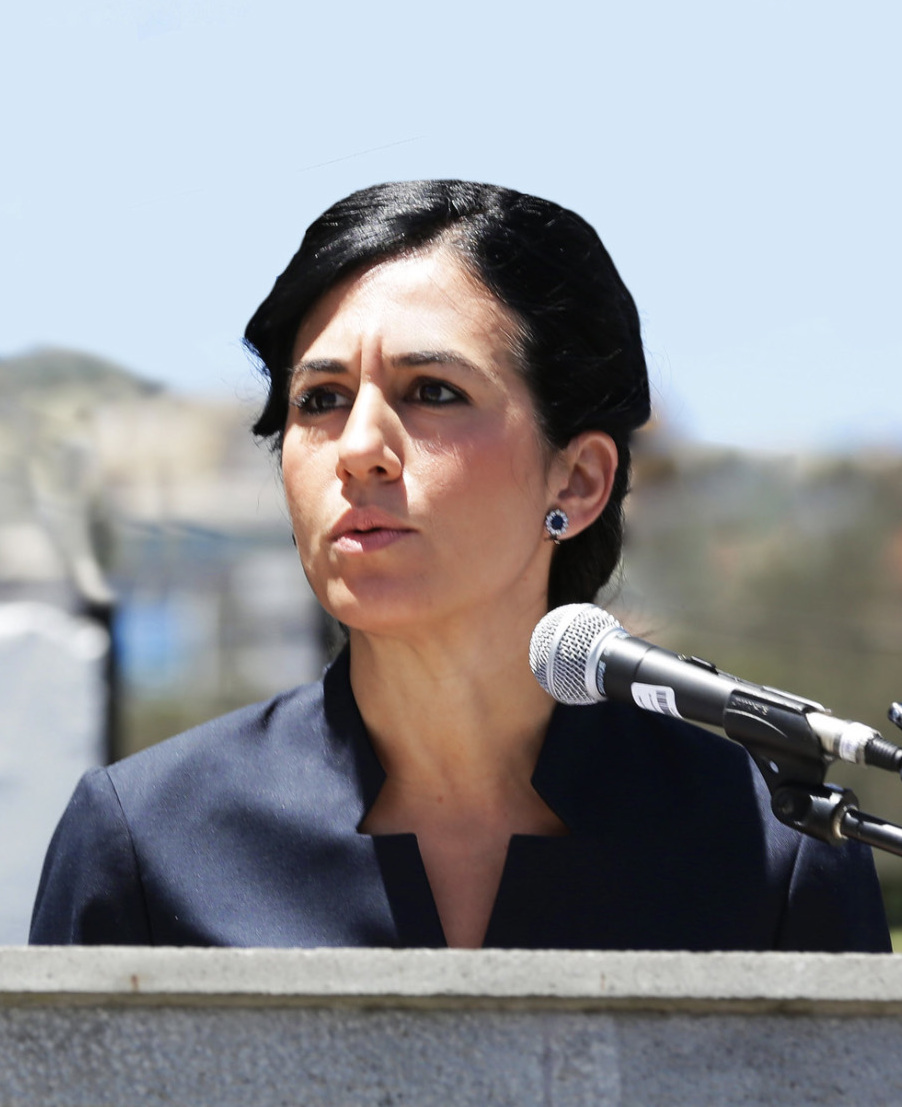

마리아 알레한드라 무뇨스 세미나리오(스페인어: María Alejandra Muñoz Seminario, 1979년 12월 18일 ~ )는 에콰도르의 법조인, 정치인으로 2020년 이래 부통령을 지내고 있는 중이다. 그는 로살리아 아르테아가, 마리아 알레한드라 비쿠냐 이후 에콰도르의 세 번째 여성 부통령이기도 하다.
2020년 7월 17일 국회 투표에서 75표의 찬성표를 획득해 부통령으로 선출되었으며, 5일 후 취임하였다.
남편과의 슬하에 네 자녀를 두고 있다.

## 역대 선거 결과
| 선거명      | 직책명            | 대수 | 정당   | 득표율 | 득표수 | 결과 | 당락 |
| ----------- | ----------------- | ---- | ------ | ------ | ------ | ---- | ---- |
| 2020년 선거 | 에콰도르의 부통령 | 51대 | 무소속 | 60.98% | 75표   | 1위  |      |